# Bubsy II
Bubsy II es un videojuego de plataformas, secuela de Bubsy in Claws Encounters of the Furred Kind y segundo juego de la serie Bubsy series. Se publicó originalmente en 1994 para Mega Drive, Super NES y Game Boy. Y posteriormente se relanzó para Microsoft Windows en Steam el 17 de diciembre de 2015.

## Jugabilidad
El juego era muy similar a a los anteriores, un videojuego de plataformas con desplazamiento lateral en 2D. El jugador tiene que superar niveles jugando como Bubsy, saltando y recogiendo objetos, los cuales ahora son orbes en lugar de ovillos de lana. El juego fue algo más variado que su predecesor. Una de las nuevas características más destacables fue la nueva pistola Nerf. Además se incorporó un modo multijugador, en el cual un segundo jugador utilizaría a uno de los sobrinos pequeños de Bubsy.

## Desarrollo
El juego se desarrolló debido al éxito de su título original. Sin embargo, el equipo de desarrollo encargado fue un aliado de Accolade, sin la ayuda del diseñador original, Michael Berlyn. Al igual que en la edición original, tanto la versión de Mega Drive como la de Super NES iban a ser iguales, pero la de Game Boy sería drásticamente distinta, con menos niveles y unos gráficos en blanco y negro, a menos que se jugase en Super Game Boy, en donde contaba con unos colores básicos.

## Recepción
GamePro valoró la versión de SNES con una puntuación positiva, añadiendo que al inicio era un poco confuso y el diseño de los niveles no era tan encantador como en el juego original, concluyendo con: "La personalidad de Bubsy sigue siendo el punto fuerte en Bubsy II, nuevas aventuras que definen un cambio de aires del irascible felino". Esto era complementario a la versión de Mega Drive, con aprobación de voces con gran variedad de líneas para distintas fases, objetos especiales, nuevos minijuegos y mejoras del control en comparación con el primer juego. Sin embargo, se comentó que el juego era ligeramente aburrido. IGN dijo que la jugabilidad en general había mejorado, pero aún carecía de algo de originalidad, añadiendo: "...the game just never quite gelled. Coming in only a year after the original Bubsy meant corner-cutting, which manifested itself in the art direction and enemy design. Too many assets are reused and some of the stages, such as the music levels, are just uninspired." Hardcore Gaming 101 se hizo eco de lo mismo, diciendo que "Bubsy 2 es la mejora definitiva, pero los diseñadores no hicieron más que aprovechar un "montón de restos" y hacer algo "terriblemente mediocre"".
GamePro se centró en la versión de Game Boy, diciendo que el juego no recoge nada del encanto del personaje, los controles son malos y los gráficos muy pobres, a pesar de tratarse de la Game Boy. Electronic Gaming Monthly, por otro lado, dijo que la versión de Game Boy era una buena introducción para la serie si nunca antes habías jugado a Bubsy, dándole una puntuación de 6 sobre 10.
El creador original de Bubsy, Michael Berlyn, quien no estuvo involucrado en el desarrollo de esta edición, criticó muy duramente el juego, diciendo que se habían cargado la franquicia y que Accolade cometió un error eligiendo ese desarrollo mediocre para Bubsy II. Fue creado por gente que, sin importar si tenían talento o interés, no habían llegado a comprender la visión del original.